# Julián Balduz
Julián Balduz Calvo (nacido en Tudela, Navarra, el 21 de agosto de 1942) es un político español, primer alcalde de Pamplona de la democracia.

## Biografía
Fue el primer alcalde de Pamplona de la democracia, a la que accedió con solo 36 años, entre 1979 y 1987, encabezando la candidatura del PSOE, primero como PSE-PSOE y desde 1982 como Partido Socialista de Navarra (PSN-PSOE).
En 1979 obtuvo cinco concejales y accedió a la alcaldía con el apoyo de Herri Batasuna (7) y Partido Nacionalista Vasco (2), al negarse los socialistas a apoyar al candidato de HB Patxi Zabaleta para acceder a la alcaldía. En 1983 obtuvo 11 concejales y se hizo con la alcaldía con el apoyo de su propio grupo y al ser la lista más votada.
Entre 1979 y 1983 también fue Parlamentario Foral y entre 1986 y 1987 fue senador por Navarra, siempre en las listas del PSN-PSOE.
Cuando terminó su segunda legislatura en el ayuntamiento, en el año 1987, decidió retirarse de la política, a lo que su partido se negó.

«Un alcalde debe saber retirarse en el momento oportuno, que es cuando conoces a la perfección la ciudad, su forma de vida, y todo lo que se refiere a ella. Cierto es que si hoy hubiese sido, habría repetido ser el cabeza de lista socialista para el ayuntamiento de Pamplona, ya que era muy popular y la gente siempre se sintió a gusto conmigo.
»Yo creo que si me hubiese presentado en 1987, hubiese salido de nuevo alcalde, por lo menos manteniendo ese magnífico número de ediles que conseguimos cuatro años antes, y pudiendo llegar a grandes pactos con otros partidos de izquierdas y progresistas.»
Julián Balduz

Entre 1987 y 1991, fue consejero de Industria, Comercio y Turismo del Gobierno de Navarra, en el segundo gobierno presidido por Gabriel Urralburu Tainta. Entre 1991 y 1999, fue gerente de la Universidad Pública de Navarra.